# Historias de cuarentena
Historias de cuarentena es una serie de televisión chilena, emitida por Mega durante 2020. Protagonizada por Francisco Melo y  Paola Volpato. Con Héctor Noguera, Fernando Godoy, Gonzalo Valenzuela, María Gracia Omegna y Constanza Mackenna. Narra las diversas anécdotas que tienen diversos grupos de personas producto de la pandemia del COVID-19 y el impacto sus vidas, desde la perspectiva de un psicólogo.
La serie fue producida en tiempo récord y grabada en estilo videoconferencia desde la casa de los actores, un formato inédito en la televisión chilena, producto de la pandemia por coronavirus de 2020, que impedía grabar en exteriores por ser importante foco de contagio.

## Argumento
La historia se centra en el psicólogo Pablo Ortega (Francisco Melo), quien agenda sesiones de terapia vía videoconferencia con sus pacientes para ayudarlos. Así, la serie nos muestra la historia de Lorena (Paola Volpato), una enfermera quien trabaja en la unidad de cuidados intensivos de un hospital público y no puede ver a su familia; a Aníbal (Héctor Noguera), un adulto mayor que recientemente perdió a su esposa y fue obligado por su hija a tomar terapia con Pablo para ayudarlo a enfrentar la pena; a Felipe (Gonzalo Valenzuela) y Mónica (María Gracia Omegna), quienes enfrentan una crisis matrimonial en plena pandemia junto a su bebé recién nacido; y en Toño (Fernando Godoy), dueño de un pub el cual tuvo que cerrar por la crisis y está muy preocupado por sus deudas; y de María Jesús (Constanza Mackenna), una mujer que sería víctima de violencia intrafamilar.

## Elenco
- Francisco Melo como Pablo Ortega.
- Paola Volpato como Lorena Ramos.
- Héctor Noguera como Aníbal
- Fernando Godoy como Toño.
- María Gracia Omegna como Mónica.
- Gonzalo Valenzuela como Felipe Ruiz.
- Íngrid Cruz como Fernanda, hija de Aníbal.
- Mario Horton como Marcelo.
- Francisca Walker como Elisa.
- Carmen Disa Gutiérrez como Marta.
- Constanza Mackenna como María Jesús.
- Daniela Lhorente como Carolina, esposa de Pablo.
- Francisca Imboden como Delfina Benavente.
- Fernanda Ramírez como Macarena.
- Lorena Capetillo como Natalia, hija de Marta
- María Elena Duvauchelle como María Teresa, madre de Pablo.
- Andrés Velasco como Nicolás, amigo de Pablo.
- Simón Beltrán como Mateo.
- Claudia Pérez como Sandra, madre de Mateo.
- Claudio Arredondo como Roberto, padre de Mateo.
- Max Salgado como Diego, hijo de Pablo y Carolina.